# Manichäismus

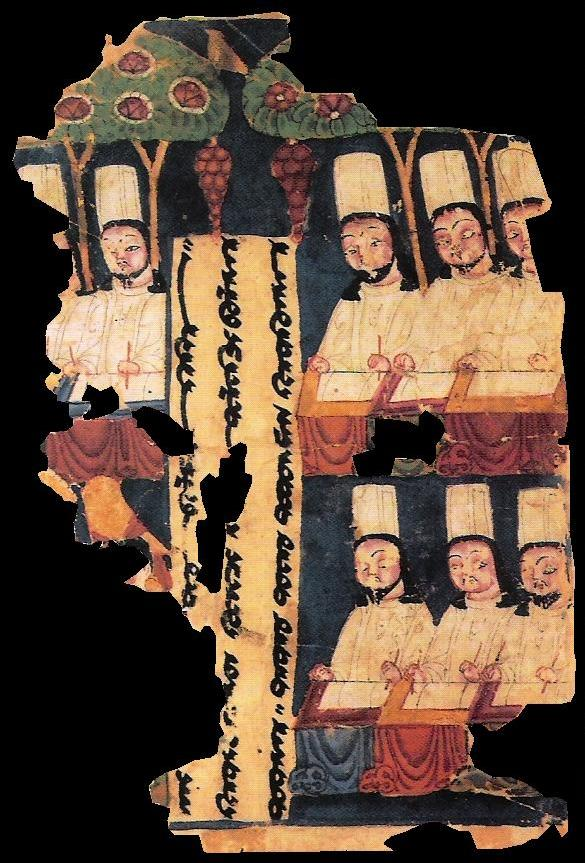
Manichäer, aus einem Manuskript von Khocho, Tarimbecken

Der Manichäismus war eine stark von der Gnosis beeinflusste Offenbarungsreligion der Spätantike und des frühen Mittelalters. Seine organisierte Anhängerschaft war unterteilt in die Elite der „Auserwählten“ (lateinisch electi), aus der sich die Amtsträger rekrutierten, und die einfachen Gemeindemitglieder, die „Hörer“ (auditores). Insbesondere von den electi verlangte er Askese und ein Bemühen um die Reinheit, die als Voraussetzung für die angestrebte Erlösung galt. Die Anhänger werden Manichäer genannt.
Das Adjektiv „manichäisch“ wird in den Sozialwissenschaften auch verwendet, um in gut und böse vereinfachende Weltbilder zu charakterisieren.
Der Manichäismus ist nach seinem Gründer, dem Perser Mani (lateinisch Manes oder Manichaeus, 216–276/277), benannt. Er wird zu den synkretistischen Lehren gezählt, da Mani ältere Religionen als authentisch anerkannte und einzelne ihrer Ideen in seine Religion aufnahm. Der Manichäismus wird wegen seiner Ausbreitung bis in den Westen des Römischen Reichs und bis ins Kaiserreich China mitunter als Weltreligion bezeichnet; die Berechtigung einer solchen Bezeichnung hängt von der Definition des unscharfen Begriffs Weltreligion ab.
Mit der Genehmigung des Sassanidenkönigs Schapur I., der von 240/42 bis 270 regierte, konnte Mani seine Lehre im Perserreich verbreiten, zunächst in Babylonien und im Südwesten Irans. Im mittelpersischen Schabuhragan, das Mani selbst verfasst haben soll, erklärt er Schapur seine Doktrin. Der Sassanidenkönig Bahram I., der von 273 bis 276/77 herrschte, ließ ihn jedoch auf Betreiben des zoroastrischen Oberpriesters Kartir verhaften. Mani starb in der Gefangenschaft an den dort erlittenen Entbehrungen; es handelte sich aber nicht um eine Hinrichtung. In manichäischen Quellen wird sein Tod dennoch in bewusster Analogie zum Tod Christi als Kreuzigung bezeichnet, was aber nur metaphorisch gemeint ist.
Manis Lehre ist durch die Unterscheidung von zwei Naturen oder Prinzipien und drei Epochen der Heilsgeschichte gekennzeichnet: Die zwei Naturen sind die des Lichts und die der Finsternis. Die drei Epochen sind die vergangene Zeit, in der die beiden Naturen vollständig getrennt waren, dann die (noch andauernde) Zeit, in welcher der Bereich der Finsternis mit Lichtelementen vermischt ist, und schließlich eine künftige Zeit, in der sie wieder (endgültig) getrennt sein werden. Wegen der Unterscheidung zweier absolut verschiedener und gegensätzlicher Naturen und der ihnen zugeordneten Reiche wird der Manichäismus zu den dualistischen Modellen gezählt.

## Quellen

Territoriale Situation um 300 n. Chr. zur Gründung des Manichäismus: Römisches Reich (Tetrarchie) und das Sasanidische Persien

## Geschichtliche Entwicklung

### Entstehung und Selbstverständnis
In der Zeit, in der Mani heranwuchs, war das Perserreich zoroastrisch geprägt, aber Mani wuchs in einem judenchristlichen Umfeld auf. Nach seiner im Kölner Mani-Kodex überlieferten Lebensbeschreibung gehörte er als Jugendlicher ebenso wie sein Vater den Elkesaiten an, einer christlichen Täufergemeinschaft. Noch in seiner Jugend hatte Mani Offenbarungserlebnisse. Nach seinen Angaben erlebte er mit zwölf Jahren zum ersten Mal eine Erscheinung seines von Gott gesandten Gefährten, der ihm bis zu seinem vierundzwanzigsten Lebensjahr „all das offenbarte, was war und sein wird, all das, was die Augen sehen, die Ohren hören und der Gedanke denkt“. Nach dem Abschluss dieser Offenbarungen löste er sich von den Elkesaiten.
Reisen in den Osten brachten ihn in Kontakt mit dem Mahayana-Buddhismus. Mani hielt die Religionen, mit denen er sich auseinandersetzte, für unzulänglich, da ihre Lehren nicht klar genug schriftlich fixiert seien und ihre Anhänger daher um die Auslegung stritten. Daher bemühte er sich, die Inhalte seiner Religion noch zu seinen Lebzeiten aufschreiben zu lassen, die Lehre eindeutig zu formulieren, um Schismen zu vermeiden, und sie weltweit zu verbreiten. Er missionierte im Perserreich, seine Anhänger brachten den Manichäismus nach Westen ins Römische Reich, nach Osten bis in das Kaiserreich China.
Mani verstand sich selbst als Nachfolger der großen Religionsstifter Zarathustra, Siddhartha Gautama (Buddha) und Jesus. Entsprechend stellt der Manichäismus eine synkretistische Lehre dar, die sowohl zoroastrische und christliche als auch buddhistische Elemente enthält. Auch die geistige Strömung des Gnostizismus hatte Einfluss auf Manis Religion. Das führte dazu, dass der Manichäismus im Mittelmeerraum als „Kirche des heiligen Geistes“ auftrat und der Prophet Mani als der von Christus verheißene Paraklet galt, in anderen Teilen der Welt der Religionsstifter als Wiedergeburt des Laozi oder als neuer Buddha gesehen wurde.

### Ausbreitung

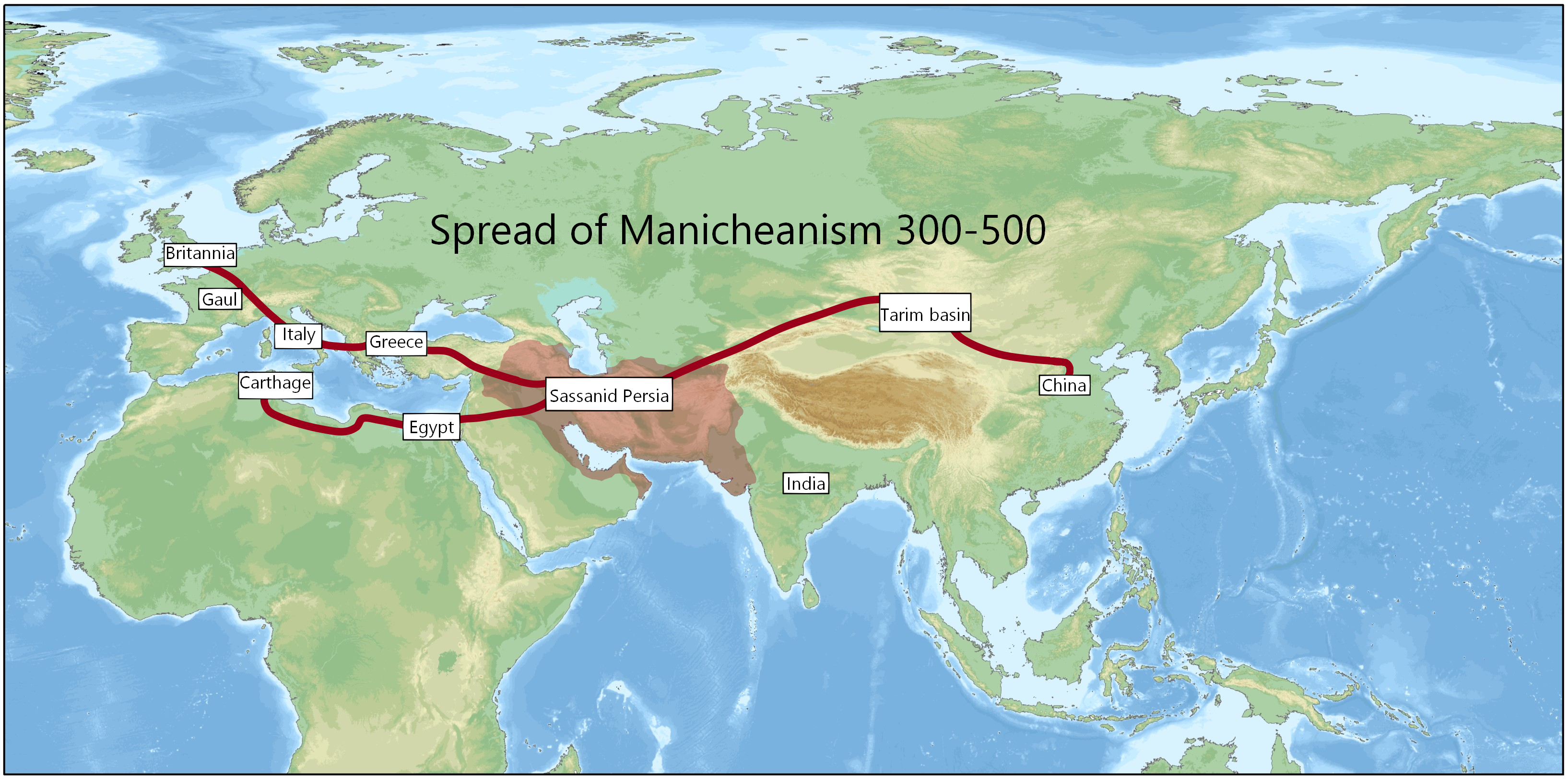
Die Ausbreitung des Manichäismus. Im Kerngebiet in der Mitte der Karte, das über die Grenzen des Sassanidischen Reiches hinausreichte, herrschte der manichäische Einfluss etwa 300 bis 500 n. Chr. vor.

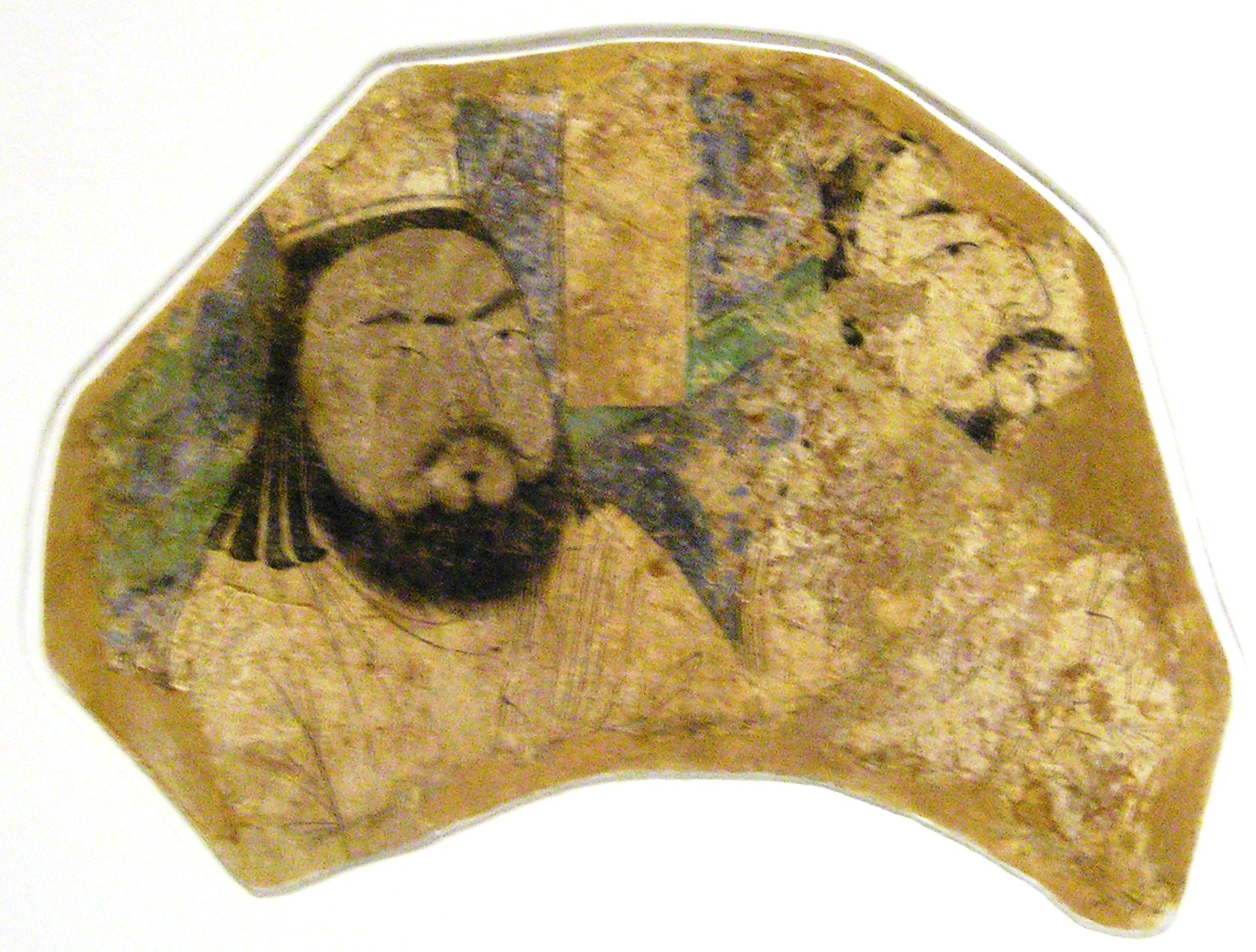
Manichäische Priester, Wandfresko aus Khocho, Xinjiang, zehntes und elftes Jahrhundert nach Christus (Museum für Asiatische Kunst in Berlin-Dahlem)

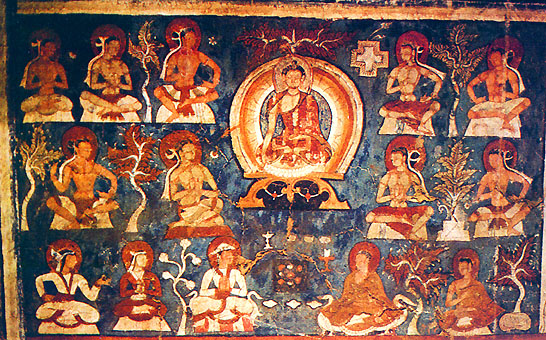
Akshobhya in seinem östlichen Paradies mit Lichtkreuz, ein Symbol des Manichäismus

Der Manichäismus breitete sich in der Spätantike im 3. und 4. Jahrhundert rasch in Persien und den umliegenden Regionen aus. Ein Bruder des persischen Großkönigs Schapur I. konvertierte zum Manichäismus, unter Schapurs Nachfolgern wurden die Manichäer jedoch verfolgt.
Ende des 4. Jahrhunderts war der Manichäismus auch in vielen Teilen des Römischen Reiches präsent. Diokletian (Kaiser 284–305), der die göttlich abgeleitete Deutungshoheit allein beim Kaiser sah, wollte weltanschauliche Erklärungsversuche weder dem Christentum noch den Manichäern überlassen und ging gegen beide Religionen gesetzlich vor. Sein Manichäeredikt drohte den Anhängern bei Verbreitung der Lehre den Tod an und die anschließende Konfiszierung ihres Vermögens. Das Reskript fand nacheinander Einlass in den Codex Gregorianus und nebst Proömium in die Mosaicarum et Romanarum legum collatio, weshalb es noch heute präzise Auskunft gibt. Ein weiteres Edikt unter Valentinian, überliefert durch den Codex Theodosianus, brandmarkte die Manichäer als Unehrenhafte, die es zu vertreiben galt.
Durch rege Missionstätigkeit breitete sich der Manichäismus bis in das Kaiserreich China und Spanien aus. Der Manichäismus wurde 762 unter Bögü Khan Staatsreligion der Uiguren. Die Gründe für den großen missionarischen Erfolg des Manichäismus sind bisher nicht völlig geklärt. Ein Faktor war sicherlich seine Anpassungsfähigkeit an lokale Gegebenheiten: Die Manichäer passten den Wortschatz ihrer Lehre im Osten dem Buddhismus und im Westen dem Christentum an, wobei der spezifische Gehalt ihrer religiösen Botschaft und ihre Identität trotz der unterschiedlichen Terminologie bemerkenswert homogen waren.
In Westeuropa gelangte der Einfluss der manichäischen Gemeinden vor allem nach Oberitalien, Spanien, Südfrankreich, teilweise sogar bis in die Rheinebene sowie nach Flandern und Holland. Er war zeitweise eine ernsthafte Konkurrenz für das Christentum und hielt sich trotz heftiger Verfolgung bis ins fünfte Jahrhundert. In China ging die Religion etwa im 14. Jahrhundert unter. Die Manichäer im südwestlichen China zählten zu den einflussreichen Rebellengruppen.

### Reaktionen von Neuplatonikern, Christen und Muslimen

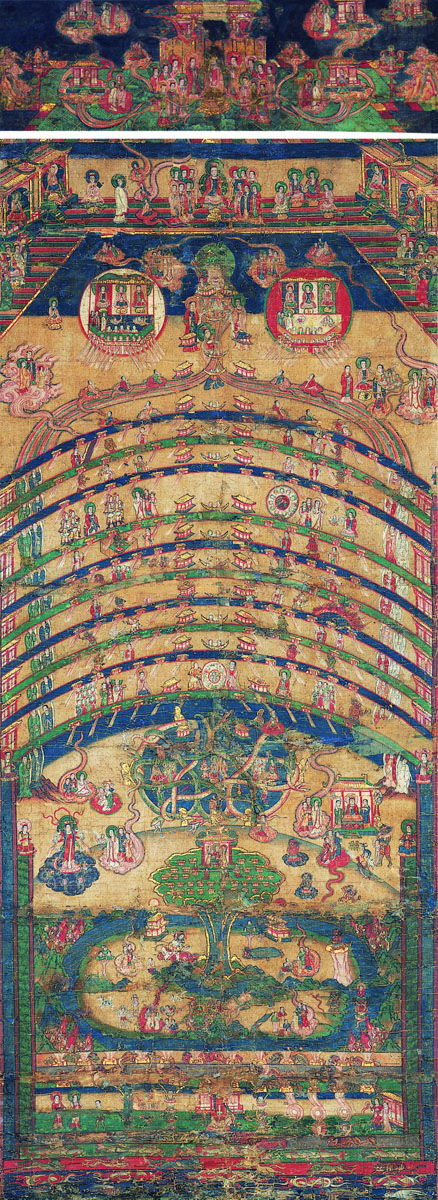
Die manichäische Kosmogonie

Im späten dritten Jahrhundert setzte sich der neuplatonische Philosoph Alexander von Lykonpolis kritisch mit dem Manichäismus auseinander. Er hielt ihn für die extremste der pervertierten Varianten des Christentums, die von Sektengründern eingeführt worden seien. Es handle sich um eine irrationale Lehre, die Behauptungen aufstelle, ohne sie plausibel machen zu können. Die Manichäer seien ungebildete, zu logischem Denken unfähige Menschen; ihre Kosmologie und Kosmogonie sei wirr und phantastisch.
In Nordafrika war der spätere christliche Kirchenvater Augustinus von Hippo zehn Jahre Hörer (Auditor) der Manichäer. Nach seiner Abwendung von dieser Lehre (und der Hinwendung zum Neuplatonismus und anschließend zum Christentum) bestimmten seine polemischen Schriften gegen die Manichäer bis in das 20. Jahrhundert die europäischen Vorstellungen vom Manichäismus. In welchem Umfang der Manichäismus Augustinus’ Denken mit formte und so Eingang ins (vor allem westliche) Christentum fand, ist nicht bis ins Letzte geklärt. Alfred Adam vertritt die These, Augustinus sei auch als Christ vom Manichäismus beeinflusst gewesen, und führt Lehren wie den starken Dualismus (Staaten des Guten und Bösen in seinem Werk De civitate dei), die Fegefeuerlehre (Inkarnation der „Hörer“), die Höllenlehre, die Erbsündenlehre, die Lehre der doppelten Prädestination, den Kreislauf (zwei Staaten zu Anfang und zum Ende) und die Körper- und Sexualfeindlichkeit auf den Manichäismus zurück.
Auch im Islam fand eine Auseinandersetzung mit Vertretern manichäischer Lehren statt. Bedeutende Persönlichkeiten, die dem Manichäismus zugerechnet wurden, waren Ibn al-Muqaffaʿ und Abū ʿĪsā al-Warrāq. Allerdings hängt der Manichäismus Ibn al-Muqaffaʿs an einer Schrift, die nur in Fragmenten innerhalb einer Widerlegung des Zaiditen al-Qāsim ibn Ibrāhīm (gestorben 860) überliefert ist. Ob Ibn al-Muqaffaʿ wirklich der Autor war, ist unklar.
Durch christliche und islamische Kritik und politische Verfolgungen geriet der Manichäismus im 6. und 7. Jahrhundert stark in die Defensive. Im Hochmittelalter wurden die von Häresiographen als manichäisch identifizierten Katharer als Häretiker verfolgt.

## Organisation der manichäischen Gemeinschaft
Mani unterteilte seine Anhänger in zwei Gruppen, die Hörer (auditores) und die Auserwählten (electi). Den Auserwählten wurden drei ethische Grundsätze (oder Siegel) auferlegt. Die Hörer sollten diese zumindest am Sonntag befolgen.
- Siegel des Mundes, mit der Enthaltung von Fleisch, Blut, Wein, Früchten und Fluchworten.
- Siegel der Hände, mit der Enthaltung von jeglicher körperlichen Arbeit. Nur zur Begrüßung durfte die rechte Hand gereicht werden. Vom Siegel der Hände nicht betroffen waren rituelle Handauflegungen.
- Siegel der Enthaltsamkeit, mit dem Verbot jeglichen Geschlechtsverkehrs.

Für den Ritus wichtig waren Gebete, das Rezitieren von Hymnen, die Eucharistiefeier, die wöchentliche Beichte und magische Rituale.

## Gebete
Aus den erhaltenen Quellen geht hervor, dass die Manichäer tägliche Gebete beachteten, jeweils vier für die Hörer und sieben für die Auserwählten. Die Quellen geben dabei unterschiedliche Gebetszeiten an. Ibn an-Nadīm nennt Mittag, Nachmittag, nach dem Sonnenuntergang und den Einbruch der Nacht. Al-Bīrūnī nennt Mittag, Einbruch der Nacht, Abend und Sonnenaufgang. Die Auserwählten beteten zusätzlich in der Mitte des Nachmittags, eine halbe Stunde vor dem Einbruch der Nacht und Mitternacht. Der Bericht Ibn Nadims enthält wahrscheinlich eine Anpassung an die islamischen Gebetszeiten, während al-Bīrūnīs Bericht ältere, vom Islam unbeeinflusste Traditionen reflektiert. Als Al-Nadims Bericht über die täglichen Gebete die einzige erhältliche Quelle war, war man besorgt, dass es sich hierbei um kein ursprünglich manichäisches Gebet, sondern eine Übernahme aus dem Islam zur Zeit der Abbasiden-Kalifat handeln würde. Mittlerweile ist allerdings klar, dass der Text Ibn Nadims mit den Beschreibungen ägyptischer Texte aus dem 4. Jahrhundert übereinstimmt.
Jedes Gebet beginnt mit einer rituellen Waschung mit Wasser. Falls Wasser nicht erreichbar ist, können auch andere Substanzen, die dem Wasser ähneln, verwendet werden. Die Reinwaschung ähnelt dabei der rituellen Gebetswaschung im Islam und beinhaltet diverse Segnungen der Propheten und Geister. Das Gebet besteht darin, sich zum Boden hin zu verneigen und dann wieder aufzustehen. Dies wird pro Gebet zwölfmal wiederholt. Während des Tages galt die Sonne als Gebetsrichtung und während der Nacht der Mond. Sollte der Mond nicht sichtbar sein, wandte man sich zum Norden. Wie aus der Schrift Faustus von Mileve hervorgeht, sind nicht die Himmelskörper selbst der Gegenstand der Anbetung, sondern gelten als Übermittler der Lichtpartikel aus der Welt Gottes, der selbst allerdings nicht gesehen werden kann, da er jenseits von Zeit und Raum existiert. Nach Augustinus von Hippo betete man zehnmal. Das erste Gebet ist dabei Gott (Vater der Herrlichkeit) gewidmet, um vom Kreislauf der Wiedergeburt befreit zu werden. Die darauffolgenden Gebete sind für die niederen Geister, Engel und die Auserwählten. Ähnliches geht aus dem Bekenntnis der Uiguren hervor: Vier Gebete sind Gott (Äzrua), dem Geist der Sonne und des Mondes, der Fünffaltigkeit und den Buddhas gewidmet.

## Manichäische Heilsgeschichte
Im Mittelpunkt der manichäischen Lehre steht die Darstellung der vergangenen und künftigen Geschichte der Menschheit als Heilsgeschichte. Am Anfang war das Lichtreich Gottes, dessen Wesen fünf Denkformen umfasste: Vernunft, Denken, Einsicht, Sinne und Überlegung. Demgegenüber steht das Reich der Finsternis, bestehend aus Rauch, Feuer, Wind, Wasser und Finsternis. In diesem Reich herrscht Kampf und Uneinigkeit. Während seiner inneren Kämpfe attackiert die Finsternis das Licht. Gott, der Vater, ist Friede und will daher keinen Kampf. Aus diesem Grund sendet er seinen Sohn in den Kampf, damit dieser von der Finsternis gefangen genommen wird. Durch das Opfer seines Sohnes bleibt zum einen das Lichtreich unversehrt, zum anderen wird der endgültige Sieg über die Finsternis damit vorbereitet. Um die Lichtelemente zu retten, wird die Welt erschaffen; dabei bildet der „lebendige Geist“ die übrig gebliebenen Lichtelemente zu Sonne, Mond, Gestirnen, Himmel und Erde, die somit eine Vermischung von Licht und Finsternis darstellen. Erst der „dritte Gesandte“, nach Urmensch (Gayomarth) und lebendigem Geist, setzt die Räder (Feuer, Wasser und Wind) in Bewegung, welche das Licht nach oben zur Milchstraße ableiten und letztendlich an die Sonne weitergeben. Danach enthüllt sich der „dritte Gesandte“ zum Menschenpaar (Adam und Eva), das fortan für das Weltschicksal verantwortlich ist. Um ihrer Rolle gerecht werden zu können, sendet der „dritte Gesandte“ schließlich auch „Jesus den Glanz“, der den Menschen über die „göttliche Vernunft“ aufklärt.
In der manichäischen Weltsicht stehen sich das göttliche Lichtreich und das Reich der Finsternis in absoluter Gegnerschaft gegenüber. Ein Hauptgrundsatz lautet, dass die in der Finsternis gefangenen Lichtelemente keinesfalls verletzt werden dürfen, da dies ihre Befreiung behindert. Daher ist es untersagt, Lebewesen zu töten. Bei der Befreiung der Lichtelemente haben die „Auserwählten“ eine Schlüsselrolle zu spielen. Sie vermeiden jegliche Verletzung des eingeschlossenen Lichtes und alles, was dessen Gefangenschaft verlängern kann, indem sie sich des Geschlechtsverkehrs enthalten und weder Menschen noch Tiere oder Pflanzen verletzen. Die Nahrung wird ihnen von den „Hörern“ besorgt. In der Verdauung der Auserwählten wird das Licht von der Finsternis geschieden, und durch Gesang und Gebet kann es wieder zu Gott zurückkehren. Wenn die Lichtbefreiung fast vollendet und die materielle Welt zu einem Klumpen zusammengeschmolzen ist, tritt die Endzeit der manichäischen Heilsgeschichte ein. Eine Neuerstehung, nach der endgültigen Trennung von Licht und Finsternis, findet nicht statt. Die Heilsgeschichte endet mit der vollständigen und endgültigen Trennung von Licht und Finsternis.

## Übertragung der Bezeichnung „Manichäer“ auf andere Gruppen
Bereits in der Spätantike wurde der Begriff „Manichäer“ von Christen oft als Synonym für „Häretiker“ benutzt. Daher ist es in manchen Fällen schwer zu entscheiden, ob es sich bei den so bezeichneten heterodoxen Gruppen tatsächlich um Manichäer handelte. Auch nachdem der Manichäismus als eigene Religion in Europa verschwunden war, hielt sich die Bezeichnung als polemischer Ausdruck für ketzerische Gruppen, auch wenn diese inhaltlich keine Übereinstimmungen mit der manichäischen Lehre aufwiesen. Parallelen zum manichäischen Dualismus sind bei den mittelalterlichen Bogomilen und Katharern (Albigensern) erkennbar. Beide werden in zeitgenössischen Schriften ihrer Gegner als Manichäer bezeichnet. Ein historischer Zusammenhang dieser Strömungen mit dem Manichäismus ist nicht erwiesen.
In der Gegenwart wird der Begriff verwendet, um Ideologien zu kennzeichnen, die die Welt ohne Zwischentöne in Gut und Böse einteilen, wobei sie den Feind zum existenziell bedrohlichen, wesenhaft Bösen stilisieren. Dem liegt zumeist ein eschatologischer Zug zugrunde. Als manichäisch in diesem Sinne werden in den Sozialwissenschaften etwa christlicher Millenarismus, Antisemitismus, der Nationalsozialismus und verschiedene Verschwörungstheorien beschrieben.

## Textausgaben und Übersetzungen
- Alexander Böhlig (Hrsg.): Die Gnosis. Band 3: Der Manichäismus. Patmos, Düsseldorf 2007, ISBN 978-3-491-69146-9 (übersetzte Quellentexte mit informativer Einleitung).
- Iain Gardner (Hrsg.): The Kephalaia of the Teacher. The Edited Coptic Manichaean Texts in Translation with Commentary. Brill, Leiden 1995, ISBN 90-04-10248-5.
- Iain Gardner, Samuel N. C. Lieu (Hrsg.): Manichaean Texts from the Roman Empire. Cambridge University Press, Cambridge 2004, ISBN 0-521-56090-X (Quellentexte in englischer Übersetzung).
- Hans-Joachim Klimkeit (Hrsg.): Hymnen und Gebete der Religion des Lichts. Iranische und türkische liturgische Texte der Manichäer Zentralasiens (= Abhandlungen der Rheinisch-Westfälischen Akademie der Wissenschaften. Band 79). Westdeutscher Verlag, Opladen 1989, ISBN 3-531-05096-6.
- Siegfried G. Richter, Wolf-Peter Funk: Psalmengruppe 1. Die Sonnenhymnen des Herakleides. Die Synaxis-Psalmen (= The Manichaean Coptic Papyri in the Chester Beatty Library. Psalm Book, Part 1, Fasc. 1; Corpus fontium manichaeorum. Series coptica 1. Liber psalmorum, part 1, fasc. 1). Turnhout, Brepols 2021, ISBN 978-2-503-59788-1.
- Markus Stein (Hrsg.): Manichaica Latina (= Papyrologica Coloniensia. Band 27.1–4). 4 Bände in 5 Teilen. Hrsg. von der Nordrhein-Westfälischen Akademie der Wissenschaften. 1998–2006 (kritische Edition der lateinischen Fassungen manichäischer Schriften mit Übersetzung und Kommentar):
  - Band 1: Epistula ad Menoch. Westdeutscher Verlag, Opladen/Wiesbaden 1998, ISBN 3-531-09946-9.
  - Band 2: Manichaei epistula fundamenti. Schöningh, Paderborn u. a. 2002, ISBN 3-506-71481-3, OCLC 63753688 (zugleich Köln, Universität, Habilitationsschrift, 1999–2000).
  - Band 3,1: Codex Thevestinus. Schöningh, Paderborn u. a. 2004, ISBN 3-506-71779-0.
  - Band 3,2: Codex Thevestinus. Photographien. Schöningh, Paderborn u. a. 2006, ISBN 3-506-72982-9.
  - Band 4: Manichaei Thesaurus. Schöningh, Paderborn u. a. 2016, ISBN 978-3-506-78699-9.
- Werner Sundermann (Hrsg.): Die Rede der Lebendigen Seele, ein manichäischer Hymnenzyklus in mittelpersischer und soghdischer Sprache. Brepols, Turnhout 2012, ISBN 978-2-503-54627-8 (kritische Edition mit Übersetzung).
- Nahal Tajadod (Hrsg.): Mani, le bouddha de lumière. Catéchisme manichéen chinois. Éditions du Cerf, Paris 1990, ISBN 2-204-04064-9 (Text mit französischer Übersetzung und Kommentar).

### Übersichtsdarstellungen
- Alexander Böhlig: Manichäismus. In: Theologische Realenzyklopädie (TRE). Band 22, de Gruyter, Berlin / New York 1992, ISBN 3-11-013463-2, S. 25–45 (hervorragender Überblick mit umfangreichen Literaturhinweisen).
- Manfred Hutter: Manichäismus. In: Reallexikon für Antike und Christentum. Band 24. Hiersemann, Stuttgart 2012, ISBN 978-3-7772-1222-7, Sp. 6–48.
- Hans-Joachim Klimkeit: Mani, Manichäismus. In: Walter Kasper (Hrsg.): Lexikon für Theologie und Kirche. 3. Auflage. Band 6. Herder, Freiburg im Breisgau 1997, Sp. 1265–1269.
- Johannes van Oort: Mani, Manichäismus. In: Religion in Geschichte und Gegenwart (RGG). 4. Auflage. Band 5, Mohr-Siebeck, Tübingen 2002, Sp. 731–741.
- Christiane Reck: Der Manichäismus als iranische Religion. In: Ludwig Paul (Hrsg.): Handbuch der Iranistik. Reichert, Wiesbaden 2013, ISBN 978-3-89500-918-1, S. 171–184.

### Einführungen und Gesamtdarstellungen
- Manfred Hutter: Der Manichäismus. Vom Iran in den Mittelmeerraum über die Seidenstraße nach Südchina. Hiersemann, Stuttgart 2023.
- Ludwig Koenen, Cornelia Römer: Mani. Auf der Spur einer verschollenen Religion. Herder, Freiburg 1993, ISBN 3-451-23090-9 (enthält eine Übersetzung des Kölner Mani-Kodex).
- Kurt Rudolph: Die Gnosis. Wesen und Geschichte einer spätantiken Religion. 3. Auflage. Vandenhoeck & Ruprecht, Göttingen 1994.
- Geo Widengren: Mani und der Manichäismus. Kohlhammer, Stuttgart 1961.

### Sammlungen von Aufsätzen zu einzelnen Themen
- Jason BeDuhn (Hrsg.): New Light on Manichaeism. Papers from the Sixth International Congress on Manichaeism (= Nag Hammadi and Manichaean studies. Band 64). Brill, Leiden 2009, ISBN 978-90-04-17285-2.
- Jacob Albert van den Berg u. a. (Hrsg.): ‘In Search of Truth’: Augustine, Manichaeism and other Gnosticism. Studies for Johannes van Oort at Sixty (= Nag Hammadi and Manichaean Studies. Band 74). Brill, Leiden 2011, ISBN 978-90-04-18997-3.
- Paul Mirecki, Jason BeDuhn (Hrsg.): The Light and the Darkness. Studies in Manichaeism and its World (= Nag Hammadi and Manichaean studies. Band 50). Brill, Leiden 2001, ISBN 90-04-11673-7.
- Paul Mirecki, Jason BeDuhn (Hrsg.): Emerging from Darkness. Studies in the Recovery of Manichaean Sources (= Nag Hammadi and Manichaean studies. Band 43). Brill, Leiden 1997, ISBN 90-04-10760-6.
- Johannes van Oort: Augustine and Manichaean Christianity: Selected Papers from the First South African Conference on Augustine of Hippo, University of Pretoria, 24–26 April 2012 (= Nag Hammadi and Manichaean studies. Band 83). Brill, Leiden 2013, ISBN 978-90-04-25477-0.
- Siegfried G. Richter, Charles Horton, Klaus Ohlhafer (Hrsg.): Mani in Dublin. Selected Papers from the Seventh International Conference of the International Association of Manichaean Studies in the Chester Beatty Library, Dublin, 8–12 September 2009 (= Nag Hammadi and Manichaean Studies. Band 88). Brill, Leiden 2015, ISBN 978-90-04-28836-2.

### Untersuchungen zum Manichäismus im Westen
- John Kevin Coyle: Manichaeism and Its Legacy (= Nag Hammadi and Manichaean studies. Band 69). Brill, Leiden 2009, ISBN 978-90-04-17574-7.
- Wassilios Klein: Die Argumentation in den griechisch-christlichen Antimanichaica (= Studies in Oriental Religions. Band 19). Harrassowitz, Wiesbaden 1991, ISBN 3-447-03141-7.
- Johannes van Oort: Augustin und der Manichäismus. In: Zeitschrift für Religions- und Geistesgeschichte. Band 46, 1994, S. 126–142, doi:10.1163/157007394X00284.
- Johannes van Oort u. a. (Hrsg.): Augustine and Manichaeism in the Latin West. Proceedings of the Fribourg-Utrecht Symposium of the International Association of Manichaean Studies (IAMS) (= Nag Hammadi and Manichaean studies. Band 49). Brill, Leiden 2001, ISBN 90-04-11423-8.
- Volker Henning Drecoll, Mirjam Kudella: Augustin und der Manichäismus. Mohr Siebeck, Tübingen 2011, ISBN 978-3-16-150841-7.
- Siegfried G. Richter: Die Aufstiegspsalmen des Herakleides. Untersuchungen zum Seelenaufstieg und zur Seelenmesse bei den Manichäern (= Sprachen und Kulturen des Christlichen Orients. Band 1). Reichert Verlag, Wiesbaden 1997, ISBN 3-89500-056-6.
- Steven Runciman: Häresie und Christentum. Der mittelalterliche Manichäismus. Fink, München 1988, ISBN 3-7705-2498-5.
- Jessica Kristionat: Zwischen Selbstverständlichkeit und Schweigen: die Rolle der Frau im frühen Manichäismus (= Oikumene. Band 11). Verlag Antike, Heidelberg 2013, ISBN 978-3-938032-60-2 (zugleich Dissertation, Augsburg 2013).
- Sara Antonietta Luisa Arnoldi: Manichäismus und Bibelexegese bei Augustinus: De Genesi contra Manichaeos (zugleich Dissertation, München 2011; urn:nbn:de:bvb:19-140887; PDF; 2 MB; Volltext).

### Untersuchungen zum Manichäismus im Osten
- Michelangelo Guidi: La Lotta tra l’Islām e il Manicheismo. Un libro di Ibn al-Muqaffa’ contro il Corano confutato da al-Qāsim B. Ibrāhīm. Accademia Nazionale dei Lincei, Rom 1927.
- Samuel N. C. Lieu: Manichaeism in Central Asia and China (= Nag Hammadi and Manichaean studies. Band 45). Brill, Leiden 1998, ISBN 90-04-10405-4.
- Werner Sundermann: Der Manichäismus an der Seidenstraße. Aufstieg, Blüte und Verfall. In: Ulrich Hübner u. a. (Hrsg.): Die Seidenstraße. Handel und Kulturaustausch in einem eurasiatischen Wegenetz. 2. Auflage. Hamburg 2005, ISBN 3-930826-63-1, S. 153–169.
- Christiane Reck u. a. (Hrsg.): Manichaica Iranica. Ausgewählte Schriften von Werner Sundermann (= Serie Orientale Roma. Band 89). 2 Bände. Istituto Italiano per l’Africa e l’Oriente, Rom 2001, ISBN 88-6323-103-6.

### Kunst
- Zsuzsanna Gulácsi: Mediaeval Manichaean Book Art. A Codicological Study of Iranian and Turkic Illuminated Book Fragments from 8th–11th Century East Central Asia (= Nag Hammadi and Manichaean studies. Band 57). Brill, Leiden 2005, ISBN 90-04-13994-X.
- Manfred Heuser, Hans-Joachim Klimkeit: Studies in Manichaean Literature and Art (= Nag Hammadi and Manichaean studies. Band 46). Brill, Leiden 1998, ISBN 90-04-10716-9.